# Rostella
Rostella är ett släkte av insekter. Rostella ingår i familjen torngräshoppor.
Kladogram enligt Catalogue of Life:
| Rostella | \| \| Rostella phyllocera \| \| \| \| \| \| Rostella sumatrana \| \| \| \| |
|          | \| \| Rostella phyllocera \| \| \| \| \| \| Rostella sumatrana \| \| \| \| |
|          | Rostella phyllocera                                                        |
|          |                                                                            |
|          | Rostella sumatrana                                                         |
|          |                                                                            |